# Santa Vittoria d’Alba
Santa Vittoria d’Alba – miejscowość i gmina we Włoszech, w regionie Piemont, w prowincji Cuneo.
Według danych na rok 2004 gminę zamieszkiwało 2512 osób, 251,2 os./km².